# Wilhelm Andreas Wexels
Wilhelm Andreas Wexels (født 29. marts 1797 i København, død 14. maj 1866 i Kristiania) var en norsk præst.
Wexels blev 1814 student, 1818 cand. theol. og udnævntes 1819 til præst ved Vor Frelsers Kirke i Kristiania, til hvilken han lige til sin død var knyttet. Medens han i den første tid, spottet og hånet som "Helligpræsten", talte for tomme bænkerader, fyldtes i årenes løb disse efterhånden, og i hans høje alderdom, da han ikke var tiden rettroende og "hellig" nok, var den rummelige kirke stedse fyldt til trængsel.
10 år efter at Wexels var indtrådt i kirkens tjeneste, udgav filosoffen Nils Treschow sin Kristendommens Aand eller den evangeliske Lære, mod hvilken Wexels tog til genmæle; skriftet fremkaldte et modskrift fra Treschows hånd, og et svar fra Wexels, og ordskiftet bidrog til at belyse uklarheden i den rådende opfattelse af, hvad der er kristendom.
Få år efter fandt Wexels forhandlinger med postrøveren og morderen Martin Petersen sted, og under og gennem disse vandt den unge præst en sikker position i kirken. Fra nu af stod han i en virksomhed af så forskelligartet karakter og af så vidtrækkende betydning, at næppe nogen anden præst øvede en tilsvarende indflydelse.
Som Wexels hovedværk må hans 1837—54 i 4 dele udgivne Forklaring over det nye Testaments Skrifter anføres. Men hans betydning inden for kirken må først og fremmest måles gennem hans prædikensamlinger og opbyggelsesskrifter, hvoraf hans Andagtsbog for Menigmand er udkommet i 13 oplag, hans bibelhistorie, der fra 1839 er udkommet i 20 oplag, hans salmesamlinger og hans stridsskrifter.